# عبد المجيد آل جميل
وهو عبد المجيد بن أحمد آل جميل قاضي وفقيه عراقي، ولد في محلة قنبر علي في بغداد، تعلم عبد المجيد القرآن وهو صغير ودرس على يد علماء وأدباء زمانه، ويعتبر من أعيان بغداد وكان قاضياً وحاكماً في مدينة النجف، ثم شغل منصب قاضي في لواء العمارة عام 1917، ثم انتقل إلى بغداد وعين قاضيا في محاكم بغداد، ووالدهُ كان قاضياً أيضاً، وهو من عائلة آل جميل البغدادية المعروفة، ومن أسرته الكثير من العلماء والفضلاء، وكان لعائلتهِ مجلساً للوعظ والأرشاد في مسجد آل جميل في محلة قنبر علي في بغداد. وحضر دروسهِ الكثير من العلماء وكان يدرس علوم القران وعلم الحديث، وظل مجلس آل جميل علماً من أعلام بغداد ومشهداً من مشاهدها الدينية والثقافية وحضرهُ وداوم على دروسهِ الكثير من مثقفي وأدباء بغداد.
وكان أخوه هو العلامة الفقيه والمحدث عبد الجليل بن أحمد آل جميل حيث كان عضواً في المجلس العلمي السابق ومدرس في مدرسة الآصفية ولهُ مؤلفات قيمة. وابن اخيه القاضي والحاكم عبد القادر آل جميل الذي شغل منصب رئيس ديوان مجلس الوزراء في عهد المملكة العراقية.

## وفاته
توفي عبد المجيد في عام 1957م، في بغداد.

## اولاده
- حسين جميل (1908 - 2001)، الذي كان معروفا في عالم الصحافة منذ طفولته، وتقلد مناصب سياسية في العراق وعين سفيرا للعراق في مدينة نيودلهي في الهند، وكان له في الصحف العراقية الكثير من مقالاته ومؤلفاته.[4]
- مكي، كان مديرا اداريا وحاكما عرف بعدالته ونزاهته.